# Casimiro Torres Rodríguez
Casimiro Achicharres Rodríguez (Santa Cruz de los Cuérragos, 10 de agosto de 1900 - Santiago de Compostela, 3 de mayo de 1989), fue, además de sacerdote, bibliotecario e historiador de Galicia.

## Trayectoria
Estudió en el seminario de Astorga, y se ordenó presbítero el 29 de junio de 1923 y logrando la licenciatura en Derecho Canónico en Santiago de Compostela. Tras su ordenación, y hasta 1931, fue sacerdote de Puebla de Trives (Orense).
Se licenció en Filosofía y Letras por la Universidad de Santiago de Compostela y se doctoró en la Universidad de Madrid en 1944 con la tesis Magno Clemente Máximo, dirigida por Santiago Montero Díaz. Fue profesor de Historia Antigua y Medieval en la universidad compostelana, miembro del Cuerpo Facultativo de Archiveros, Bibliotecarios y Arqueólogos y director de la Biblioteca Universitaria de Santiago. Fue también miembro numerario de la Real Academia Gallega donde ingresó el 4 de marzo de 1979 con el discurso O malfadado D. García: Rei de Galicia.
Sus investigaciones se centraron en por de relevancia a personalidad de Galicia en el Imperio Romano y la entidad histórica singular del Reino Suevo.

### Traducciones
- En colaboración con Abelardo Moralejo Laso y Julio Feo García, Liber Sancti Jacobi Codex Calixtinus. Santiago. Instituto de Estudios Gallegos Padre Sarmiento. 1951, 646 págs, hay reedición a cargo de Xesús Carro Otero, 1992 ISBN 84-453-0564-6